# تیازپین

۱٬۳-تیازپین

۱٬۴-تیازپین

دیلتیازم. 1,4-thiazepine is the seven membered ring in the middle.

تیازپین (انگلیسی: Thiazepine) نوعی تیه‌پین است که در ترکیب هتروسیکلیک هفت عضوی آن, جای یک نیتروژن با یک کربن عوض شده است. بنزوتیازپین ها (مانند دیلتیازم) دارای یک حلقه بنزن و دی بنزوتیازپین ها دارای دو حلقه بنزن هستند.